# Henrik Schütz
Henrik Schütz (Heinrich, Hinderik) (Schutz, Schütt), född 1650 i Stockholm, död 1701 i Karlskrona, var en svensk amiralitetsbildhuggare.

## Biografi
Henrik Schütz var son till amiralitetsbildhuggaren Jost (Joost) Schütz och från 1675 gift med Catharina Gröning (änka efter Georg Waldau) samt bror till Claes Schütz. 

### Bildhuggarkarriär
Clas Schütz nyblivna änka Christina Nilsdotter skrev 1674 ett brev till Schütz som då var verksam i England att hon önskade att han skulle återvända till Stockholm och överta sin döde broders verkstad. Schütz hörsammade hennes önskemål och for hem till Stockholm där han liksom sin far blev en berömd bildsnidare. Hans kunnighet har vidimerats av hans lärjunge Caspar Schröder. Enligt ett kontrakt som utfärdades 1677 anlitades han biträdd av Nicolaus Enander och Clas Swant som bildhuggare vid Skeppholmsvarvet. Han fick 1682 ett fastebrev utfärdat på ett stenhus i kvarteret näst väster om Beridarebanan. Hans verksamhet kom huvudsakligen vara att förse flottans fartyg med bildsnideri. Han var verksam i Stockholm fram till 1684 och åren 1684–1686 i Kalmar och därefter i Karlskrona där han arbetade på det nya Trossövarvet som den ledande bildhuggaren. Han blev på kort tid en aktad man bland hantverkarna och konstnärerna i Karlskrona och medlem i den nyinstiftade amiralitetsförsamlingens kyrkoråd och till kyrkan skänkte han en egenhändigt förfärdigad dopfunt som inte finns bevarad. Schütz arvode vid varvet reglerades genom kontrakt med amiralitetskollegium och normerna för dessa växlade under åren. 

### Arbetsuppgifter och verk
I Stockholm fick han enligt kontraktet 1677 en årslön samt ersättning för speciellt arbete enligt ett anbud medan i Kalmar ersattes han med daglön för honom själv och hans gesäller samt hyresersättning. I Karlskrona  fick han enligt ett kontrakt utfärdat 1689 betalning enligt taxa grundad på skeppens typ och storlek och från 1689 enligt en taxa grundad på utfört arbete. Under några år på 1690-talet fick Schütz först en årslön på 200 daler silvermynt som senare höjdes till 300 daler silvermynt samt därutöver betalning på ackord.
Hans arbetsuppgifter vid varvet var att producera ornament, gallerier, akterspeglar och i förekommande fall utsmyckningar på och under däck. Hans vanligaste galjonsföremål var ett stort ilsket fräsande lejon. Han ägnade särskild omsorg med utsmyckningar som bar olika kungars namn och under Karl XI:s regering byggdes tre sådana skepp av stegrad storlek och effekt. Det första Carlous XI hade som galjonsbild ett lejon och centralfiguren på akterskeppet var Karl XI till häst som finns bevarad vid Sjöhistoriska museet i Stockholm. Det andra skeppet tredäckaren Konung Carls som sjösattes 1683 försågs med utsmyckningar ritade av arkitekten Abraham Svansköld men Schütz mest omfattande arbete var utsmyckningen av fartyget Konung Carl som när det sjösattes 1694 var svenska flottans dittills största skepp. Skeppets dekorativa utsmyckning lades i Tessins händer som tog kontakt med den franske konstnären Jean Bérain  som utfört liknande uppdrag för den franska marinen. Tessin lät sända en ritning i stort format över det svenska skeppet och på ritningen utförde Bérain sitt förslag över skeppets dekorationer samt överfört i färg på en oljemålning i samma format. Med oljemålningen och Bérains anvisningar på ritningen utarbetade Svansköld arbetsbeskrivningar och Schütz ornamentsarbetet. Förstäven pryddes av en ovanlig och mycket praktfull galjonsfigur och en förgylld ryttarstaty av Karl XI. Akterspegelns rika utsmyckning kröntes av väldiga lejon med riksvapnet i dubbla sköldar. Efter det stora Nordiska krigets utbrott 1700 såg Schütz skeppet Konung Carl segla ut i täten för den svenska flottan med Karl XII ombord. I kungens kajuta stod möblerna som Schütz snidat, bordet med de förgyllda fötterna är bevarat och räknas till en av dyrgriparna på af Chapmans Skärva i Blekinge där det kallas Karl XII:s bord.